# The Tennessean
The Tennessean (conhecido até 1970 como The Nashville Tennessean) é o principal jornal em Nashville, Tennessee, Estados Unidos. Sua área de circulação abrange 39 municípios da Middle Tennessee e oito municípios do sul de Kentucky.